# Калениченко, Иван Осипович
Иван Осипович Калениченко (1805—1876) — русский медик и ботаник. Заслуженный профессор Харьковского университета (1863). Действительный статский советник (1854).

## Биография
Родился в 1805 году в городе Сумы в крестьянской семье. Учился в Слободско-украинской гимназии, после окончания которой в 1824 году поступил на медицинский факультет Императорского Харьковского университета. В 1829 году окончил курс обучения со званием лекаря и был направлен за границу.
В 1833 году утверждён лектором естественной истории. С 1835 году — заведующий зоологическим и минералогическим кабинетом медицинского факультета. с 1836 года — адъюнкт, с 1837 года — экстраординарный профессор, с 1838 года — ординарный профессор по кафедре физиологии и общей патологии Харьковского университета, в 1837—1838 годах — декан медицинского факультета Харьковского университета. В 1836 году адъюнктом по приглашению губернатора Курской губернии М. Н. Муравьёва участвовал в описании Курской губернии «в естественном и статистическом отношении» в составе группы (чиновник особых поручений Министерства внутренних дел Евгений Васильевич Пассек, профессор Харьковского университета Василий Матвеевич Черняев, подполковник корпуса горных инженеров Фёдор Осипович Сози). На Калениченко была возложена разведка различных полезных ископаемых Курской губернии. Наблюдения И. О. Калениченко были обобщены в записке, представленной губернатору и опубликованной в «Журнале Министерства внутренних дел».
В 1837 году защитил диссертацию «Tractatus de Spermoedia clavo» и, получив степень доктора медицины, в Харьковском университете до 1863 года читал физиологию и общую патологию. «Лекции Калинеченко были чисто теоретические, лаборатории и экспериментов не было». «Русский биографический словарь» указал, что вне университета «в своё время его считали в Харькове одним из лучших врачей-практиков».
В октябре 1839 года в имении графа Юрия Александровича Головкина, на берегу реки Хусь раскопал сохранившийся скелет мамонта; в честь этого открытия в 1841 году на месте находки был установлен памятник. С 1840 года работал медиком-консультантом Харьковского института благородных девиц. В 1847 году участвовал в ликвидации эпидемии холеры.
В 1863 году избран почётным членом Харьковского университета. Вышел в отставку в 1864 году.

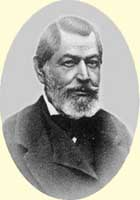
И. О. Калениченко

Скончался 17 (29) января 1876 года.

## Избранная библиография
- Quelques mots sur les Daphnes russes etc // «Bull. de Soc. Natur. de Moscou», 1849;
- Recherches Ornithologiques (1839);
- Révision des escargots russes // Bull. Soc. Imp. Nat. Mosc. — 1853. — T. 26. — № 3-4
- Description des Limaces, qui se trouvent dans l’Ukraine (Xapьков, 1851)
- Современное физиолого-патологическое исследование желчи (1856);
- О действии черных хлебных рожков над организмами людей;

## Награды
- орден Святой Анны 2-й степени с императорской короной (1852)
- орден Святого Владимира 3-й степени (1857)
- орден Святого Станислава 1-й степени (1862)